# Geranomyia gracilispinosa
Geranomyia gracilispinosa är en tvåvingeart som först beskrevs av Alexander 1937.  Geranomyia gracilispinosa ingår i släktet Geranomyia och familjen småharkrankar. Inga underarter finns listade i Catalogue of Life.